# Jean Pierre Girard-dit-Vieux
Pour les articles homonymes, voir Jean Pierre Girard et Girard.
Jean Pierre Girard-dit-Vieux, né Jean-Pierre Maurice Girard-dit-Guerre, le 30 août 1750 à Genève, mort le 2 mars 1811 à Arras (Pas-de-Calais), est un citoyen de la République de Genève, général de brigade genevois au service de la Révolution et de l’Empire.

## Biographie
Jean Pierre Girard-dit-Vieux est le fils de Jean Pierre Girard-dit-Guerre, maître horloger, d'une ancienne famille genevoise originaire d'Italie, la famille Girardi-Guerra, et de Susanne Rittel.
Il entre au service de la France le 20 mai 1768 comme soldat au régiment des gardes suisses, compagnie Traverse, devient caporal instructeur en 1770, sergent instructeur en 1775, et est congédié le 23 juin 1780. En 1782, il retourne à Genève où il prend parti dans les discussions politiques opposant aristocratie et Représentants, il fait parte du millier de représentants condamnés à l'exil après jugement. 
Il prend parti pour la Révolution française et reprend du service le 8 septembre 1791 comme lieutenant-colonel commandant le 3e bataillon de volontaires du Bec-d'Embès. Il sert de 1792 à 1797 aux armées des Alpes et du Rhin. Le 16 septembre 1793, il commande le camp de Niffer à l'armée du Haut-Rhin, et est promu général de brigade le 2 novembre 1793 par Pichegru. Le 22 décembre suivant, il fait partie de la division Férino, et prend part à la bataille de Geisberg du 26 au 29 décembre 1793. Passé à la division Gouvion-Saint-Cyr à Trippstadt le 13 juillet 1794, il commande la 1re brigade le 4 janvier 1795, et, en octobre de la même année, il est envoyé en congé. 
De retour dans sa division le 14 avril 1796, il passe dans la division Taponnier le 18 septembre 1796. Il se bat à Biberach le 2 octobre, pénètre dans le Val d'Enfer à la tête de l'avant-garde le 11 octobre, rejoint la division Ambert le 18 octobre, et combat à Emmendingen le 19 octobre 1796.

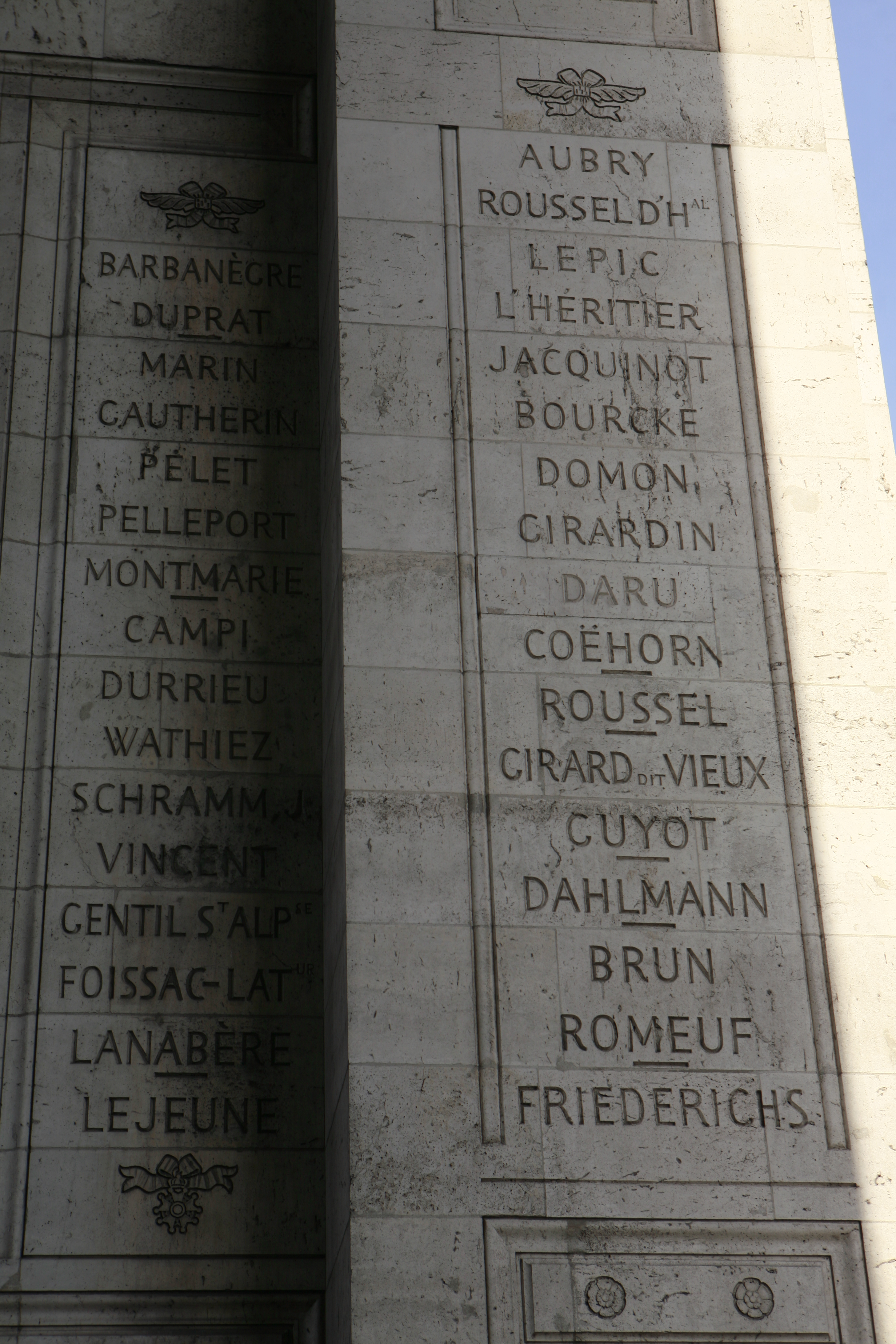
Arc de triomphe de l'Étoile, pilier Est

À ce sujet Moreau écrit au général Girard :

« J'ai trop de plaisir à me rappeler le passage du val d'Enfer, pour ne pas rendre la justice la plus éclatante au courage et aux talents de celui que je chargeai de cette opération importante. Vous en confier l'exécution, c'était vous dire combien je vous appréciais. Son succès, en justifiant ma confiance, vous donne des droits à la bienveillance du gouvernement et des amis de l'État. »

En avril 1797, il commande une division sous Georges Joseph Dufour à l'aile droite de l'armée de Rhin-et-Moselle, et le 12 janvier 1798, il est désigné pour faire partie de l'armée d'Angleterre. C'est à la même époque que Girard opère, à la tête d'une armée de 1 500 hommes, (certains auteurs donnent le chiffre de 1 800 hommes), la réunion de Genève à la France, préparée par Félix Desportes (15 avril 1798). Le 23 juin 1798, il prend le commandement du département du Léman, et le 12 février 1799, il passe à la 10e division militaire à Tarbes. Le 29 mars 1799, il est envoyé aux armées du Danube et d'Helvétie, puis le 4 mai 1799, à l'armée du bas-Rhin, sous Georges Joseph Dufour. En mars 1800, il retourne à l'armée du Rhin, commandant à Kehl le 27 avril 1800. Il est remplacé par Klein et rejoint la division Colaud à l'armée du Rhin en mai 1800. En novembre 1800, Girard passe à la division Souham puis sert dans la 16e division militaire comme commandant du département du Pas-de-Calais. Il est fait chevalier de la Légion d'honneur le 11 décembre 1803 et commandeur de l'ordre le 14 juin 1804. 
Lors du sacre de l'empereur Napoléon Ier et du couronnement de l'impératrice Joséphine dans la cathédrale Notre-Dame de Paris, le 2 décembre 1804, Girard fait partie des fonctionnaires appelés à assister à la cérémonie du sacre.
Du 17 septembre  au 19 novembre 1805, il commande par intérim la 16e division militaire, puis il est nommé à la tête de la 1re brigade de la 1re division du général Lagrange à l'armée du Nord à Anvers. Le 25 janvier 1806, il commande le Pas-de-calais, puis une brigade de gardes nationales sous Rampon à Saint-Omer. Le 25 janvier 1808, il reprend le commandement du Pas-de-calais, et le 10 mars 1809, participe à la campagne d'Allemagne comme commandant de la 1re brigade de la 2e division du 3e corps de la Grande Armée. Le 9 avril, il passe à la 4e division du même corps et le 1er juin dans la division Puthod. Il se distingue à Essling les 21 et 22 mai, ainsi qu'à Wagram les 5 et 6 juillet. Il est élevé au grade de grand officier de la Légion d'honneur le 16 juillet 1809, et renvoyé en France le 22 octobre suivant. Le 12 décembre 1809, il reprend le commandement du Pas-de-calais, et est créé baron de l'Empire le 31 décembre 1809.

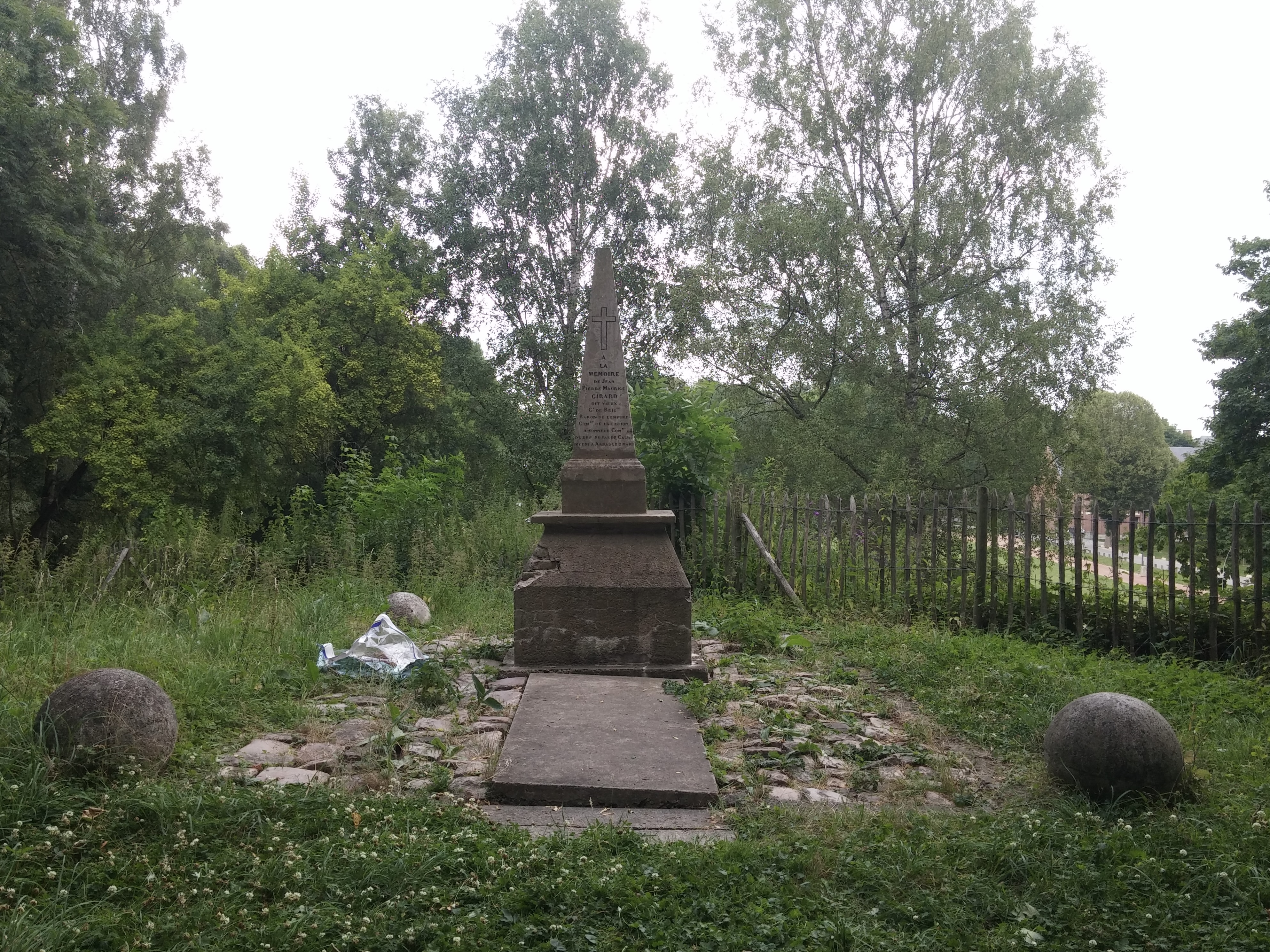
Sépulture de Jean Pierre Girard dit Vieux sur les hauteurs de la Citadelle d'Arras (Pas-de-Calais).

Le général Girard-dit-Vieux meurt en service à Arras le 2 mars 1811. Il y est inhumé. Sa sépulture, située au niveau du bastion de la Reine, domine les hauteurs de la Citadelle d'Arras (Pas-de-Calais).   
Conformément au décret du 20 février 1806, son cœur a été transmis dans une urne au grand chancelier de la Légion d'honneur afin qu'il soit déposé auprès de ses pairs dans l'église Sainte-Geneviève de Paris, appelée aujourd'hui le Panthéon.

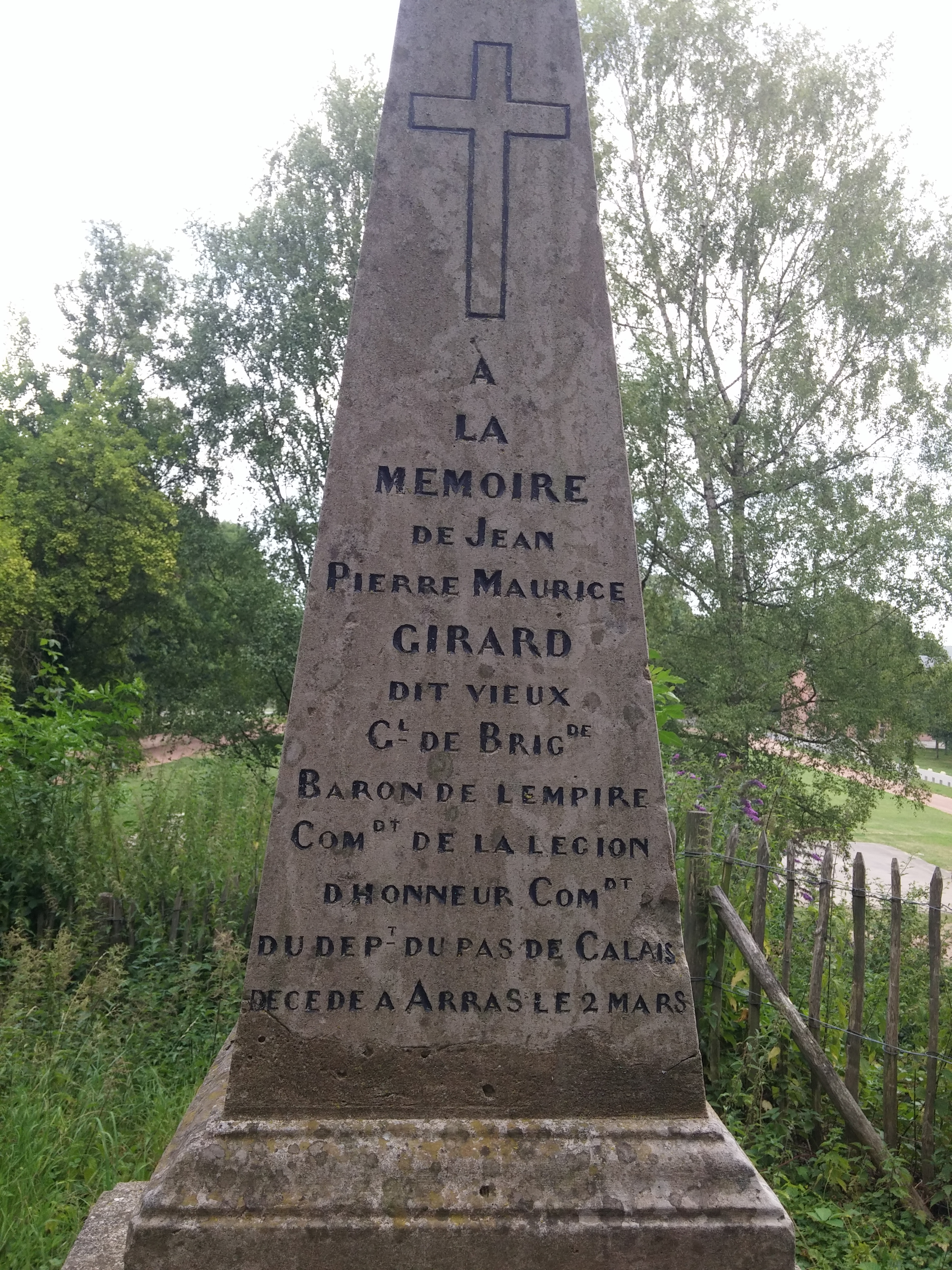
Détail de la tombe de Jean Pierre Girard-dit-Vieux, né Jean-Pierre Maurice Girard dit Guerre, mort le 2 mars 1811 à Arras (Pas-de-Calais).

Son nom est inscrit sur l'arc de triomphe de l'Étoile en 1841, sur le pilier Est, 20e colonne.

## Famille
Le 12 mars 1775, il épouse à Genève, au temple de la Fusterie, dit aussi Temple Neuf, Suzanne Benoît. Elle lui donne deux fils, Déodat, mort à quatre ans et Pierre Louis, qui sera chef d’escadron puis maire de Bains, dans les Vosges.

## Armes
De sable au casque d'or, accompagné de trois étoiles du même deux et une, et de gueules au signe des barons tirés de l'armée ; le deuxième, d'or à deux fasces superposées d'azur, accompagnées de trois molettes, une en chef, deux en pointe du même. Livrées : noir, jaune, rouge, bleu.

## Sources
- « Jean Pierre Girard-dit-Vieux », dans Charles Mullié, Biographie des célébrités militaires des armées de terre et de mer de 1789 à 1850, 1852 [détail de l’édition]
- Frédéric Barbey, Félix Desportes et l'annexion de Genève à la France 1794-1799, p. 209-310, éd. Perrin et cie, 1916
- Journal du Soir, no 4619, 17 mars 1811, p. 2-3, Mort du général baron Girard dit Vieux
- A. Lievyns, Jean Maurice Verdot, Pierre Bégat, Fastes de la Légion-d'honneur: biographie de tous les décorés accompagnée de l'histoire législative et réglementaire de l'ordre, vol. 3, p. 242, éd. Bureau de l'administration, 1844
- Michel-Edmond Richard, Notables protestants en France dans la première moitié du XIXe siècle, p. 177,  éd. du Lys, 1996,  (ISBN 2908561182)
- Nelly Dupré, L'avenir de l'Artois, 22 août 2012, La tombe d'un général, baron d'Empire, dans la Citadelle
- Georges Six, Dictionnaire biographique des généraux & amiraux français de la Révolution et de l'Empire (1792-1814), Paris : Librairie G. Saffroy, 1934, 2 vol., p. 504-505
- La Voix du Nord, 10 mars 2018, Marie-Josée Averland, Mais qui est le général Jean-Pierre Girard honoré à la citadelle d'Arras?